# 中町 (八王子市)
中町（なかちょう）は東京都八王子市の町名。丁番を持たない単独町名であり、住居表示実施済区域。郵便番号は192-0085（八王子郵便局管区）。

## 地理
JR八王子駅の北西側に位置する地域で、東と東町、西に南町、南に三崎町、北に横山町に隣接している。町内の中心には西放射線ユーロードが通っている。

## 歴史

### 沿革
1912年（大正元年）10月1日町名改正により、横山町と馬乗町の各一部が中町となった。

### 治安・風紀の維持
2012年、東京都は中町を都迷惑防止条例に基づき、客引きやスカウトのみならず、それらを行うために待機する行為なども禁止する区域に指定した。
さらに2019年には同じく中町を暴力団排除条例に基づき、暴力団排除特別強化地域に指定。地域内では暴力団と飲食店等との間で、みかじめ料のやりとりや便宜供与などが禁止され、違反者は支払った側であっても懲役1年以下または罰金50万円以下の罰則が科される。

## 世帯数と人口
2020年（令和2年）1月31日現在の世帯数と人口は以下の通りである。
| 町丁 | 世帯数  | 人口  |
| ---- | ------- | ----- |
| 中町 | 260世帯 | 322人 |

## 小・中学校の学区
市立小・中学校に通う場合、学区は以下の通りとなる。
| 番地 | 小学校               | 中学校               |
| ---- | -------------------- | -------------------- |
| 全域 | 八王子市立第三小学校 | 八王子市立第六中学校 |

## 交通
JR東日本八王子駅が最寄り駅。路線バスの最寄りは八王子駅北口、横山町、横山町三丁目のバス停となっている。

## 施設
商業
- ドン・キホーテ八王子駅前店
- 八王子天然温泉 やすらぎの湯
- ハブ八王子店
- やよい軒八王子店
- ファミリーマート八王子ユーロード店
- 築地銀だこ八王子北口店
- や台ずし八王子中町
- ペッパーランチ八王子店
- ファミリーマート八王子中町店
- ABCマート八王子店
- 快活CLUB八王子本店
- 三木証券八王子支店

その他
- 黒塀通り - 花街地区[9]。東京ウエストサイド物語の舞台にもなった。
- 肥沼信次博士顕彰碑
- 中町公園